# ジャロザイ
ジャロザイ（Jalozai refugee camp）は、パキスタンペシャーワル南東35kmにあった、ソビエト連邦のアフガニスタン侵攻（1980年代）によって発生したアフガン難民の居住キャンプ（難民キャンプ）。　

## 年表
- 2000年11月に ニュー・ジャロザイ（New Jalozai）キャンプ設置。
- 2001年10月からのアメリカ合衆国によるアフガニスタン紛争による避難民を受け入れる。
- 2001年、ターリバーン政権崩壊後、多くのキャンプ居住民はアフガニスタン、その他の地域へ移住。
- 2002年2月 閉鎖[1]

## 参照
1. ↑  Pakistan's Jalozai Refugee Camp to Be Closed, People's Daily, (Beijing Time) Tuesday, February 12, 2002